# Acacia forrestiana
Acacia forrestiana är en ärtväxtart som beskrevs av Ernst Georg Pritzel. Acacia forrestiana ingår i släktet akacior, och familjen ärtväxter. Inga underarter finns listade i Catalogue of Life.